# Raffaele Agostino De Ferrari
Raffaele Agostino De Ferrari, né le 20 juillet 1732 à Gênes et mort le 17 janvier 1801 à Gênes, est un homme politique italien, 180e doge de Gênes du 4 juillet 1787 au 4 juillet 1789.